# Halichoeres kallochroma
Espèce
Halichoeres kallochroma est une espèce de poisson osseux de la famille des Labridae endémique de Thaïlande. Il peut atteindre une longueur maximale de 12 cm.